# عادل مناع
عادل مناع (مواليد 20 أكتوبر سنة 1947) هو مؤرخ فلسطيني بارز وباحث في المجتمع العربي في إسرائيل. شغر منصب مدير المعهد الأكاديمي لإعداد المعلمين العرب في كلية بيت بيرل بين السنوات (2009-2012)، تناولت معظم ابحاثه تناولت موضوع تاريخ فلسطين في العهد العثماني. ويعمل مؤخرا على تأليف كتاب عن تاريخ الفلسطينيين في إسرائيل في العقد الأول لقيام الدولة (1948-1956). حتى عام 2007، أدار مناع مركز دراسات المجتمع العربي في إسرائيل في معهد فان لير في القدس، وأشرف على مشروع الكتاب السنوي الثاني فهو المسؤول عن تحرير كتاب المجتمع العربي في إسرائيل والذي صدر عام 2008. نُشر للدكتور عادل مناع في نفس العام كتاب عن مؤسسة الدراسات الفلسطينية موضوعه «تاريخ القدس في أواسط القرن التاسع عشر». وكان مناع في الماضي قد سلط الضوء عبر كتابين له باللغة العربية على تاريخ فلسطين خلال الحقبة العثمانية مع العلم أن كلا الكتابين صدرا في بيروت، وهما: أعلام فلسطين في أواخر العهد العثماني 1800-1918 وتاريخ فلسـطين في أواخر العهد العثماني، 1700-1918. وقد حرر مناع كتاب بعنوان «الفلسطينيون في القرن العشرين».

## منشوراته[3]
1.  نكبة وبقاء: حكاية الفلسطينيّين الذين ظلّوا في حيفا والجليل (1948-1956)
تناول كتاب نكبة وبقاء: حكاية الفلسطينيّين الذين ظلّوا في حيفا والجليل، 1948-1956 السنواتِ الحاسمةَ والحرجة المتعلّقة بالمواطنين العرب في إسرائيل، في حقبة قلّما تناولت الأبحاثُ جوانبها هذه. يتمحور الكتاب في حكاية بقاء العرب في إسرائيل، ولا سيّما في شمال البلاد، وبالآليّات التي قاموا بتطويرها لمنع تهجيرهم، ولمواصلة العيش في وطنهم. يعرض الكتاب سلوكَ البقيّة الباقية السياسيَّ، وبضمن ذلك الحكاية غير المعروفة للشيوعيّين العرب في إسرائيل، على ضوء بَرادايْم البقاء. ينفرد الكتاب في تناوله لتجارب البقية الباقية من وجهة نظرها كأقلّيّة غير مرغوب بها ترزح تحت الحكم العسكريّ، وللشكل الذي صِيغَت فيه علاقتها مع دولة إسرائيل. يُسمِع الكتاب صوت الخاضعين ومَن كُتِم صوتهم، ويرى فيهم وكلاء نشيطين، لا مجرّد ضحايا لا حول لهم ولا قوّة.
2.   كتاب المجتمع العربي في إسرائيل: السكان، والمجتمع، والاقتصاد
في نهاية العام 2008 وصل عدد المواطنين العرب في إسرائيل (لا يشمل سكان القدس الشرقية) إلى أكثر من 1.2 مليون نسمة من أصل 7 ملايين نسمة، هم سكان الدولة. منذ العام 1948 وحتى اليوم طرأت تحولات كثيرة على حياة السكان العرب في مجالات عديدة. على الرغم من هذه التحولات وعلى الرغم من نسبتهم السكانية الكبيرة، فما زال المواطنون العرب يعانون من ضائقة كبيرة، وما زالت الفجوات بينهم وبين السكان اليهود قائمة.
يسلّط كتاب المجتمع العربي في إسرائيل 2 الضوء على خصوصية الجمهور العربي وتعقيدات حياته، ويبتغي رسم صورة واضحة وأمينة حول واقعه المعيشي. هذا الكتاب هو ثمرة عمل باحثين عرب في مجالات العلوم الاجتماعية وعلوم الآداب برئاسة المؤرّخ عادل منّاع وطاقم إحصائي برئاسة رمسيس غرّة. يعالج الكتاب مواضيع مركزية في حياة السكان العرب: الديموغرافيا، والعمل، والمستوى المعيشي، والتربية، والتعليم العالي، والصحة، والحكم المحلي.
3.  مبروك: الأعراس العربية في إسرائيل
ما زالت الطقوس التقليدية تتبوأ مكانة مركزية في الثقافة الشعبية في المجتمع العربي في إسرائيل. على الرغم من ذلك تتأثر احتفالات الزفاف بتحولات اقتصادية واجتماعية طرأت على المجتمع العربي، بالإضافة إلى انكشافه لعادات وتقاليد المجتمع الإسرائيلي. يتناول هذا البحث التغيّرات وعمق التحولات من خلال انعكاسها في المواقع التي يقام فيها الحفل، وأنواع الأطعمة المقدّمة، وترتيبات حفل الزفاف، والدعوات، والموسيقى، وأدوار العريس والعروس.
4.  الفلسطينيون في القرن العشرين
مقالات هذا الكتاب هي ثمرة عمل مجموعة من خيرة الباحثين الفلسطينيين الذين ينتمون لشتّى الحقول المعرفية. يعرض الكتاب باللغة العبرية وجهة نظر الأكاديميين الفلسطينيين حول المجتمع الفلسطيني. يظهر في بعض المقالات الظل الثقيل للصراع العربي الإسرائيلي، لكن غالبيتها تنصبّ حول تأملات داخلية وانتقادات ذاتية. تتناول مواضيع المقالات مجالات التطوّر التاريخي للمجتمع الفلسطينيّ، وعملية السلام، والتحوّلات الديمقراطية، والاقتصاد، ومكانة المرأة، والفقر في صفوف الفلسطينيين الذين يقطنون في الضفة الغربية وقطاع غزة، وغير ذلك.
5. أعلام فلسطين في أواخر العهد العثماني (1800 - 1918)
بيبلوغرافيا تفصيلية لـ 216 زعيمًا وعالمًا فلسطينيًا في إبان الفترة الأخيرة من العهد العثماني.